# 할스웰 유나이티드 AFC
하웨라 유나이티드 AFC(Halswell United Association Football Club)는 뉴질랜드 크라이스트처치에 연고를 둔 아마추어 축구단이다. 구단은 현재 뉴윌드 메인랜드 프리미어리그에 참가하고 있다.
1964년 하웰 유나이티드 사커라는 이름으로 설립되었으며, 1999년 국가 기구가 공식적으 '풋볼(Football)'이라는 단어를 포함하도록 명칭을 변경하면서 이름을 구단도 변경했으며, 900명 이상의 회원을 보유한 남섬에서 매우 큰 구단 중 하나이다.

## 선수 명단

### 역대
틀:메인랜드 프리미어리그